# Parlamentní volby v Rumunsku 2020
Volby do parlamentu Rumunska v roce 2020 se uskutečnily 6. prosince 2020. Voleb do obou komor parlamentu se účastnilo 6 058 625 (33,2 %) voličů, což byla nejnižší volební účast od Rumunské revoluce v roce 1989. Do Poslanecké sněmovny (dolní komory parlamentu) bylo zvoleno 330 zákonodárců. Do Senátu (horní komory) bylo zvoleno 136 zákonodárců.

## Výsledky
Vládnoucí středopravicovou Národně liberální stranu premiéra Ludovica Orbana porazila opoziční Sociálnědemokratická strana.
| Výsledky voleb do Poslanecké sněmovny  | Výsledky voleb do Poslanecké sněmovny | Výsledky voleb do Poslanecké sněmovny | Výsledky voleb do Poslanecké sněmovny | Výsledky voleb do Poslanecké sněmovny |
| -------------------------------------- | ------------------------------------- | ------------------------------------- | ------------------------------------- | ------------------------------------- |
| strana                                 |                                       |                                       |                                       | %                                     |
| Sociálnědemokratická strana            | Sociálnědemokratická strana           |                                       | 29,3                                  | 29,3                                  |
| Národně liberální strana               | Národně liberální strana              |                                       | 25,6                                  | 25,6                                  |
| Uniunea Salvați România                | Uniunea Salvați România               |                                       | 15,9                                  | 15,9                                  |
| Alianța pentru Unirea Românilor        | Alianța pentru Unirea Românilor       |                                       | 9,2                                   | 9,2                                   |
| Demokratický svaz Maďarů v Rumunsku    | Demokratický svaz Maďarů v Rumunsku   |                                       | 5,9                                   | 5,9                                   |
| strany které získaly alespoň 5 % hlasů |                                       |                                       |                                       |                                       |

| Výsledky voleb do Senátu                | Výsledky voleb do Senátu            | Výsledky voleb do Senátu | Výsledky voleb do Senátu | Výsledky voleb do Senátu |
| --------------------------------------- | ----------------------------------- | ------------------------ | ------------------------ | ------------------------ |
| strana                                  |                                     |                          |                          | %                        |
| Sociálnědemokratická strana             | Sociálnědemokratická strana         |                          | 28,9                     | 28,9                     |
| Národně liberální strana                | Národně liberální strana            |                          | 25,2                     | 25,2                     |
| Uniunea Salvați România                 | Uniunea Salvați România             |                          | 15,4                     | 15,4                     |
| Alianța pentru Unirea Românilor         | Alianța pentru Unirea Românilor     |                          | 9,1                      | 9,1                      |
| Demokratický svaz Maďarů v Rumunsku     | Demokratický svaz Maďarů v Rumunsku |                          | 5,7                      | 5,7                      |
| Zástupci menšin                         | Zástupci menšin                     |                          | 6,8                      | 6,8                      |
| strany, které získaly alespoň 5 % hlasů |                                     |                          |                          |                          |

## Povolební vyjednávání o sestavení vlády
Šance, že Sociálnědemokratická strana najde mezi ostatní stranami partnery pro sestavení vlády, je malá, jelikož její pověst pošramotila reforma soudnictví, kterou strana prosazovala mezi lety 2017 a 2019, a obvinění z korupce. Dosavadní premiér Ludovic Orban ohlásil druhý den po volbách rezignaci s účelem zahájení jednání o nové vládě na základě výsledku voleb. Třetí strana v pořadí, reformistická koalice USR-PLUS, získala 14 procent hlasů a podle odhadů by mohla být koaličním partnerem pro Národně liberální stranu. Strana UDMR, která zastupuje maďarskou menšinu, získala 6 procent a považuje se také za možného člena vládní koalice s Národní liberální stranou. Středopravicové strany tak získaly pře 50 procent hlasů a reálně tak mohou sestavit vládu i přesto, že volby vyhrála Sociálnědemokratická strana. Prezident Klaus Iohannis svolá během několika dnů povolební konzultace se stranami.